# Ишмухаметов, Рауль Ахметгареевич
Рауль Ахметгареевич Ишмухаметов (1912—1981) — первый председатель исполнительного комитета Салаватского городского Совета депутатов трудящихся (1954—1963). Участник Великой Отечественной войны. Член ВКП(б).

## Биография
Ишмухаметов Рауль Ахметгареевич родился в августе 1912 года в деревне Кубяк современного Буздякского района в семье крестьянина.
В 1914 году Рауль и его старший брат Махмут остались без отца, а ещё почему- то СМИ забыли Рашита. Младшего брата. Что даже есть на Фотографиях.родной братик Махмута и Рауля.
С 1921 по 1929 годы, в связи со сложившимися семейными обстоятельствами, Рауль воспитывался в детских домах, включая интернат в Стерлитамаке. Окончил семилетку в областной Башкирской школе II ступени им. Ленина в городе Уфе.
С 1929 по 1933 годы Рауль учился в Уфимском железнодорожном техникуме. После его окончания два года работал техником-строителем в Уфе.
С 1934 по 1936 годы служил в рядах РККА. По окончании службы с 1936 года Рауль Ахматгареевич работал в г. Уфе, с 1939 года переведен на строительство нефтепровода Ишимбай-Уфа, с постоянным местом жительства в городе Ишимбае.
В 1939 году Рауль Ахметгареевич вступил в ряды ВЛКСМ, а в 1942 году — в ВКПб.
На войну Рауль Ахматгареевич отправился добровольцем. Призван 5 октября 1941 Ишимбайским ГВК, Башкирская АССР, г. Ишимбай. Воевал с 1941 по 1946 годы. Место службы — 59-я армия Волховского фронта, 627-я отдельная телеграфно-строительная рота 59-й армии 1-го Украинского фронта. Капитан.
В 1946 году вновь вернулся в г. Ишимбай, где продолжил работу по специальности на Ишимбайском заводе им. И. В. Сталина, позже — зам. председателя Ишимбайского горсовета.
В августе 1954 года Рауль Ахметгареевич был избран председателем городского совета депутатов трудящихся города Салавата и переехал жить в Салават. Не имея высшего образования, он опасался, что не справится со своими обязанностями и писал заявление об отказе от должности.
За период деятельности, будучи главой города — первым председателем исполкома городского Совета депутатов трудящихся, Рауль Ахметгареевич вложил много сил в строительство города и его промышленности. При нём в городе были построены кинотеатры Родина и Комсомолец, больницы, школы, детские сады, пущен городской трамвай. Город приобрел статус промышленного города нефтехимии, машиностроения, стеклоделов и город спорта.
Будучи сам воспитанником интерната, Рауль Ахметгареевич хлопотал о строительстве нового интерната в Салавате. Для того, чтобы был построен интернат, Ишмухаметов Р. А. высказывал критические замечания на второй сессии Верховного Совета БАССР о недостатке средств, выделенных для введения в эксплуатацию школы-интерната. Деньги были выделены в 1960 году.
Ишмухаметов Р. А. избирался также депутатом Верховного Совета БАССР 4—6 созывов.
Семья: жена, дети — дочь Эльмира Головина, внук Роберт.

## Награды
За доблестный труд был отмечен правительственными наградами. Он был удостоен орденами Отечественной войны II степени (1944), Красной Звезды (1945), медалями «За отвагу», «За оборону Ленинграда», «За победу над Германией в Великой Отечественной войне 1941—1945 гг.».

## Память
В 2012 году в Салаватском городском краеведческом музее проходила выставка к 100 летия со дня рождения Ишмухаметова Рауля Ахметгареевича, на которой были представлены документы и фотографии о его жизни. Был снят и показан по телевидению фильм о нём и его трудовой деятельности.